# René Druart
Pour les articles homonymes, voir Druart.
René Druart est un industriel né à Reims le 29 septembre 1888 et mort dans cette même ville le 8 décembre 1961. Il a dirigé la maison familiale rémoise Druart & Pellot. Il fut également très investi, avec son frère Henri, dans la vie intellectuelle et littéraire de la ville de Reims.

## Biographie
René Marie Théophile Druart est né le 29 septembre 1888 à Reims. Il est le fils d’Émile Druart (1853-1924), négociant à Reims, et d’Adèle Léonie Philippe (1862-1943). Il s’est marié, à Bordeaux, en 1923 avec Simonne Marie Dambiès (1896-1932). Il fut industriel et négociant en matériaux de construction. Il a été gérant de la maison familiale Druart & Pellot. Il est décédé le 8 décembre 1961 à Reims et repose au cimetière du Nord de Reims.

## L’entreprise Druart & Pellot
L’entreprise Druart & Pellot a été créée en 1925 et a fermé en 1970. Elle était constituée d’une scierie et d’un commerce de matériaux.
L’entreprise Druart & Pellot a participé à l’Exposition Internationale des meilleures marques à Reims en juin 1928.

## Activités
René Druart a été membre de l’Académie nationale de Reims dont il a assuré la présidence en 1935 et membre de la Société des amis du vieux Reims.
Il a créé la revue Le Pampre en 1922 qu'il a animée avec son frère Henri. 

## Hommage
Un square de Reims porte en hommage aux deux frères, René et Henri Druart, le nom de square René-et-Henri-Druart.

## Publication
- La Passion de Reims  (ill. Adrien Sénéchal), Imprimerie coopérative, 1922, 70 p.
- L'Épingleur de haïkaï, Éditions du Pampre, 1929, 119 p.